# Adam Abraham von Gaffron und Oberstradam
Adam Abraham von Gaffron und Oberstradam, född 11 oktober 1665 på godset Haltauf i Schlesien, död 11 maj 1738 i Nyborg i Danmark, var en schlesisk adelsman av en gammal uradlig schlesisk ätt känd sedan 1329. 
Gaffron föddes på riddargodeset Haltauf i Schlesien i nuvarande Polen. För att inte tvingas att konvertera till katolicismen avstod han arvsrätten till familjegodset till sin syster och for till Danmark. Han blev fänrik vid Livgardet 1683 och deltog under pfalziska tronföljdskriget bland de danska hjälptrupperna till Irland och Nederländerna 1689 till 1691. Han blev sekondlöjtnant 1690 och premiärlöjtnant 1692. Samma år sårades han vid slaget vid Steenkerke. Blev kaptenlöjtnant 1696 och kapten 1697.  Vid hemkomsten till Danmark 1701 befordrades Gaffron till major vid Grenaderkorpset. 1706 fick han överstes karaktär och 1707 blev han verklig överste och chef för ett danskt regemente i kejserlig tjänst under spanska tronföljdskriget, men samma år blev han istället chef för Marineregimentet i Danmark. 
Under stora nordiska kriget sårades han vid slaget vid Helsingborg 1710. Han befordrades samma år till befälhavare för Grenaderkorpset och 1712 befordrades han till generalmajor. Han visade sig under påföljande års fälttåg i Nordtyskland som en tapper och skicklig fältherre. Därefter då krigsskådeplatsen var förlagd till Norge och förstärkningar skickades tillhörde Adam Abraham denna armé sommaren 1717 som generalmajor. Efter Karl XIIs död blev han dirigerad mot Røros för att spärra av Armfeldts kår på marsch hem till Sverige. Sommaren 1719 blev han befälhavare över den så kallade Smålänska kåren som ryckte in i svenska Bohuslän. Efter detta kortvariga fälttåg blev Gaffron överbefälhavare i Norge varefter han kom att befordras till kommendant i danska Nyborg 1720. Han skapade ett gott förhållande till Nyborgs borgerskap och utnämndes till generallöjtnant 1734 och samma år till guvernör över Fyn.  
Gafron gifte sig med Christine Charlotte Trolle (född 1685, död 1760) dotter till riksrådet Herluf Trolle till Snedinge. Han blev 1717 riddare av Dannebrogorden och 1738 riddare av Stora Dannebrogorden. Gaffron avled 1738 som generallöjtnant och kommendant i Nyborg samt guvernör över Fyn. Han begravdes i Vor Frue kirkes adliga kapell i Nyborg den 23 juni 1738. Gaffron fick åtta barn varav 2 söner, som båda blev officerare i dansk tjänst.